# Jacek Hoszycki
Jacek Alojzy Hoszycki OFM (ur. 17 czerwca 1908 w Bismarckhütte, zm. 4 października 1959 w Krosnowicach) – polski franciszkanin, kapłan, wydawca, ofiara prześladowań w czasach stalinowskich.

## Życiorys
Alojzy Hoszycki urodził się w rodzinie Jana i Anny zd. Besuch 17 czerwca 1908 w Bismarckhütte (obecnie Chorzów Batory). Nowicjat rozpoczął w wieluńskim klasztorze Prowincji Wniebowzięcia NMP 29 lipca 1926. Tam też złożył pierwszą profesję czasową na ręce prowincjała o. Michała Porady OFM. Po odbyciu studiów filozoficzno-teologicznych w Osiecznej, Miejskiej Górce i Wronkach i złożeniu profesji wieczystej 31 lipca 1930 na ręce prowincjała o. Augustyna Gabora, otrzymał święcenia kapłańskie w Poznaniu 7 maja 1933 z rąk bpa Walentego Dymka.
Jako neoprezbiter współpracował w wydawnictwie prowincjalnym w Panewnikach przy wydawaniu niemieckojęzycznej wersji periodyku franciszkańskiego „Szkoła Seraficka”. W latach 1935–1938 o. Hoszycki pracował jako duszpasterz w konwencie w Pakości, zaś bezpośrednio przed wybuchem II wojny światowej w Wieluniu. Lata okupacji spędził w Pabianicach, gdzie był kapelanem sióstr zakonnych. Pod koniec 1942 ks. Roman Gradolewski namówił go do objęcia Parafii NMP w Pabianicach i pracy duszpasterskiej dla katolików języka niemieckiego. Wahał się siedem tygodni. Urząd objął z polecenia administratora apostolskiego w Poznaniu ks. Hilariusa Breitingera. Musiał podpisać volkslistę. W czasie prowadzenia parafii udzielał nielegalnie posług duszpasterskich również Polakom. Został aresztowany przez Gestapo pod zarzutem słuchania audycji radiowych. W więzieniu był bity.
Po wojnie powrócił do swej macierzystej prowincji zakonnej w Katowicach i został skierowany do pracy duszpasterskiej jako proboszcz parafii najpierw do Dziadowej Kłody, a następnie do Łagiewnik Dzierżoniowskich na Ziemiach Odzyskanych. Parafię w Łagiewnikach objął 25 sierpnia 1946. Cały czas był obserwowany, notowano jego wypowiedzi. Aresztowano go 20 grudnia 1948. Przesłuchiwano go w Świdnicy i we Wrocławiu. Akt oskarżenia nosi datę 30 sierpnia 1949. Był posądzony o współpracę z Niemcami i donoszenie na współwięźniów. Proces w Łodzi rozpoczął się 6 września 1949, trwał tydzień. O. Jacek przebywał w łódzkim więzieniu na ul. Sterlinga 16. Wraz z o. Jackiem oskarżony został ks. Roman Gradolewski. Proces relacjonowała prasa ogólnopolska i polonijna W czasie rozprawy głównej o. Hoszycki odwołał wcześniej złożone zeznania, które wymuszone zostały przez bicie funkcjonariuszy wrocławskiej UB. Obaj oskarżeni skazani zostali na karę śmierci i przepadek mienia. Starano się o rewizję w Sądzie Najwyższym. Apelację odrzucono. O. Jacek przebywał następnie w więzieniu w Sieradzu, gdzie był leczony. W 1954 przeniesiono go do Wronek. Na wolność wyszedł 17 października 1955, skąd udał się do Łodzi, a następnie do klasztoru na Goruszkach w Miejskiej Górce. Został objęty amnestią z 27 kwietnia 1956. Zmarł 4 października 1969 w Krosnowicach, gdzie opiekowały się nim siostry franciszkanki. Pod koniec życia poważnie zaniemógł na zdrowiu fizycznym i psychicznym. Został pochowany na cmentarzu w Krosnowicach.